# Enrico I di Bar
Enrico I di Bar o di Mousson in francese Henri Ier de Bar (1158 circa – San Giovanni d'Acri, 1190), fu Conte di Bar, di Mousson, dal 1170 alla sua morte.

## Origine
Sia secondo la  Chronica Albrici Monachi Trium Fontium , che secondo la Genealogica ex Stirpe Sancti Arnulfi descendentium Mettensis, Enrico era il figlio primogenito del Conte di Bar, di Mousson, Rinaldo II e della moglie, Agnese di Blois o di Champagne, che era la figlia femmina secondogenita del conte di Blois, di Chartres e di Châteaudun, Provins, signore di Sancerre e Amboise (Tebaldo IV), e poi conte di Conte di Champagne (conte di Troyes e conte di Meaux Tebaldo II), Tebaldo (filia comitis Campanie) e della moglie, che sempre secondo la Chronica Albrici Monachi Trium Fontium era Matilde di Carinzia ( ca. 1106; † 1160) del Casato degli Sponheim, figlia del Margravio d'Istria, duca di Carinzia e reggente della Marca di Verona, Enghelberto e di Uta di Passau.
Secondo la  Chronica Albrici Monachi Trium Fontium  Rinaldo II di Bar era il figlio maschio secondogenito del Conte di Bar, di Mousson, Rinaldo I, e della sua seconda moglie, Gisela di Vaudémont, figlia di Gerardo I, Conte di Vaudémont e della sua seconda moglie Heilwig von Egisheim, nipote di papa Leone IX.

## Biografia
Molto probabilmente alla nascita gli fu imposto il nome di Giacomo, ma poi fu chiamato, Enrico.
Suo padre, Rinaldo II morì il 25 luglio/25 Novembre 1170; la  Chronica Albrici Monachi Trium Fontium  riporta che morì il giorno della festività di San Lorenzo del 1170 (in festo sancti Laurentii mortus est comes Barri iunior Raynaldus); secondo gli Obituaires de la province de Sens. Tome 2, Rinaldo (Rainaldus comes Barrensis pater Rainaldi Carnotensis episcopi) morì il, 26 luglio (VII Kal Aug). Sempre secondo la  Chronica Albrici Monachi Trium Fontium  fu sepolto nell'Abbazia di Saint-Mihiel.
Alla morte di Rinaldo II, Enrico, il figlio primogenito, gli succedette come Enrico I, Conte di Bar, di Mousson; essendo Enrico ancora minorenne la madre, Agnese di Blois o di Champagne, per circa quattro anni ebbe la reggenza delle contee.
Enrico governò direttamente le sue contee dal 1174, come si può notare da un documento di quegli anni inerente ad una donazione.
Enrico partecipò alla terza crociata, e morì all'Assedio di San Giovanni d'Acri (1189-1191); infatti secondo lettera n° CCCXLVI delle Epistolæ Cantuarienses, il suo nome viene riportato tra coloro che morirono nel 1190 a San Giovanni d'Acri, come la regina di Gerusalemme, Sibilla, Stefano I di Sancerre, Ranulf de Glanvill ed altri, a seguito delle ferite riportate in combattimento.
Dopo la morte di Enrico I, essendo quest'ultimo privo di discendenza, gli succedette il fratello Teobaldo, come Teobaldo I, Conte di Bar, di Mousson.

## Discendenza
Di Enrico non si conosce alcuna discendenza, né si conosce il nome di una eventuale moglie; anche la Genealogica ex Stirpe Sancti Arnulfi descendentium Mettensis conferma che Enrico morì senza alcuna discendenza.

## Ascendenza
|                         |                     |                         | Genitori                  |  |  | Nonni |  |  | Bisnonni            |  |  | Trisnonni             |  |
|                         |                     |                         |                           |  |  |       |  |  | Teodorico II di Bar |  |  | Luigi di Montbelliard |  |
|                         |                     |                         |                           |  |  |       |  |  | Teodorico II di Bar |  |  | Luigi di Montbelliard |  |
|                         |                     | Sofia di Bar            |                           |  |  |       |  |  | Teodorico II di Bar |  |  |                       |  |
| Rinaldo I di Bar        |                     |                         |                           |  |  |       |  |  | Teodorico II di Bar |  |  |                       |  |
|                         |                     | Ermentrude di Borgogna  | Guglielmo I di Borgogna   |  |  |       |  |  |                     |  |  |                       |  |
|                         |                     | Ermentrude di Borgogna  | Guglielmo I di Borgogna   |  |  |       |  |  |                     |  |  |                       |  |
|                         |                     | Ermentrude di Borgogna  | Stefania di Borgogna      |  |  |       |  |  |                     |  |  |                       |  |
| Rinaldo II di Bar       |                     | Ermentrude di Borgogna  |                           |  |  |       |  |  |                     |  |  |                       |  |
|                         |                     | Gerardo I di Vaudémont  | …                         |  |  |       |  |  |                     |  |  |                       |  |
|                         |                     | Gerardo I di Vaudémont  | …                         |  |  |       |  |  |                     |  |  |                       |  |
|                         |                     | Gerardo I di Vaudémont  | …                         |  |  |       |  |  |                     |  |  |                       |  |
| Gisela di Vaudémont     |                     | Gerardo I di Vaudémont  |                           |  |  |       |  |  |                     |  |  |                       |  |
|                         |                     | Heilwig di Egisheim     | …                         |  |  |       |  |  |                     |  |  |                       |  |
|                         |                     | Heilwig di Egisheim     | …                         |  |  |       |  |  |                     |  |  |                       |  |
|                         |                     | Heilwig di Egisheim     | …                         |  |  |       |  |  |                     |  |  |                       |  |
| Enrico I di Bar         |                     | Heilwig di Egisheim     |                           |  |  |       |  |  |                     |  |  |                       |  |
|                         | Stefano II di Blois | Tebaldo III di Blois    |                           |  |  |       |  |  |                     |  |  |                       |  |
|                         | Stefano II di Blois | Tebaldo III di Blois    |                           |  |  |       |  |  |                     |  |  |                       |  |
|                         | Stefano II di Blois | Gersenda del Maine      |                           |  |  |       |  |  |                     |  |  |                       |  |
| Tebaldo II di Champagne | Stefano II di Blois |                         |                           |  |  |       |  |  |                     |  |  |                       |  |
|                         |                     | Adele d'Inghilterra     | Guglielmo I d'Inghilterra |  |  |       |  |  |                     |  |  |                       |  |
|                         |                     | Adele d'Inghilterra     | Guglielmo I d'Inghilterra |  |  |       |  |  |                     |  |  |                       |  |
|                         |                     | Adele d'Inghilterra     | Matilde di Fiandra        |  |  |       |  |  |                     |  |  |                       |  |
| Agnese di Blois         |                     | Adele d'Inghilterra     |                           |  |  |       |  |  |                     |  |  |                       |  |
|                         |                     | Enghelberto II d'Istria | Enghelberto I d'Istria    |  |  |       |  |  |                     |  |  |                       |  |
|                         |                     | Enghelberto II d'Istria | Enghelberto I d'Istria    |  |  |       |  |  |                     |  |  |                       |  |
|                         |                     | Enghelberto II d'Istria | Edvige                    |  |  |       |  |  |                     |  |  |                       |  |
| Matilde di Carinzia     |                     | Enghelberto II d'Istria |                           |  |  |       |  |  |                     |  |  |                       |  |
|                         |                     | Uta di Passau           | …                         |  |  |       |  |  |                     |  |  |                       |  |
|                         |                     | Uta di Passau           | …                         |  |  |       |  |  |                     |  |  |                       |  |
|                         |                     | Uta di Passau           | …                         |  |  |       |  |  |                     |  |  |                       |  |
|                         |                     | Uta di Passau           |                           |  |  |       |  |  |                     |  |  |                       |  |